# La sexóloga
La sexóloga (La Sexologue) est une telenovela chilienne diffusée en 2012-2013 sur Chilevisión.

## Synopsis
Florencia, une belle et charismatique sexologue, conduit un programme radial.
Paradoxalement, elle est une éternelle célibataire qui a peur d'aimer à nouveau après une expérience sentimentale désastreuse. Toutefois, l'espoir d'un nouvel amour arrivera dans sa vie, quand, au mariage de sa demi-sœur aînée Griselda, elle fait la connaissance de Pancho, un jeune musicien talentueux, ce qui lui rend l'espoir d'être à nouveau amoureuse.
Mais tout se complique quand la chef de Florencia, Olivia, lui offre une considérable somme d'argent avec comme engagement: guérir son fils unique, un dentiste nymphomane. Ainsi Florence devra traiter la dépendance de ce singulier patient, sans qu'il sache qu'il est traité par elle ni qu'elle s'est engagée vis-à-vis de sa mère.
La sexologue accepte le défi et se rapproche du fils de sa chef. Seulement pour découvrir qu'il s'agit du même Pancho dont elle est tombée amoureuse.

## Distribution
- Tiago Correa : Francisco "Pancho" Pamplona
- Claudia Di Girólamo : Olivia Pamplona
- Héctor Noguera : Hernán "Nano" Hidalgo
- Liliana Ross : Mabel Pamplona
- Álvaro Morales : Gabriel Hidalgo
- Begoña Basauri : Griselda Garay
- Juan Falcón : Eloy Garay
- Bárbara Ruiz-Tagle : Romina Carvajal
- Roberto Vander : Áxel Cooper
- Catalina Pulido : Mónica Cooper
- Ricardo Fernández : Esteban Encina
- Felipe Contreras : Roberto Loyola "Robert Roberto"
- Sofía García : Julieta Tamayo
- Willy Semler : Custodio Curilén
- Malucha Pinto : Yolanda "Yoli" Tapia
- Andrea Velasco : María José "Coté" Castillo
- Ariel Levy : Adamo Curilén
- Cristián Carvajal : Germán Riveros
- Javiera Hernández : Bernardita Núñez
- Eduardo Paxeco : Nicolay Curilén
- Mayte Rodríguez : Mariana Cooper "Sor Mariana"
- Antonio Campos : Lorenzo Núñez
- Marcela del Valle : Dayana Cruz
- Juan Pablo Ogalde : Luis "DJ Beso"
- Diego Ruiz : Luis Miguel García
- Francisca Castillo : Gloria Stevez
- Claudio Castellón : Wenceslao Carvajal

### Participations spéciales
- Schlomit Baytelman : Simona Rosino
- Alejandra Herrera : Estefanía "La Boa"
- Osvaldo Silva : Julio Cesar Galvez
- Francisco Medina : Eduardo Encina
- Soledad Pérez : Soila
- Andreina Chataing : Vania
- Rodrigo Soto : Docteur Avendaño
- Ernesto Gutiérrez : M. Patiño
- Ingrid Parra : Fernanda Bascuñán
- Aldo Parodi : Samuel
- Eyal Meyer
- Silvia Novak
- Luz María Yacometti

## Diffusion internationale
| Pays  | Chaîne      | Titre       | Première diffusion |
| ----- | ----------- | ----------- | ------------------ |
| Chili | Chilevisión | La Sexóloga | 24 septembre 2012  |

### Sources
- (es) Cet article est partiellement ou en totalité issu de l’article de Wikipédia en espagnol intitulé « La sexóloga » (voir la liste des auteurs).